# Cryncza (obwód Smolan)
Cryncza (bułg. Црънча) – wieś w Bułgarii, w obwodzie Smolan, w gminie Dospat. W 2024 roku liczyła 543 mieszkańców.

## Przyroda
Teren wsi wpada w pas lasów bukowych, krajobraz to erozja-denudacyjna skał granitoidowych, która charakteryzuje się dominującymi brzozami i nagimi skałami oraz roślinnością leśno-krzewiastą, z terenami rolniczymi.

## Kultura

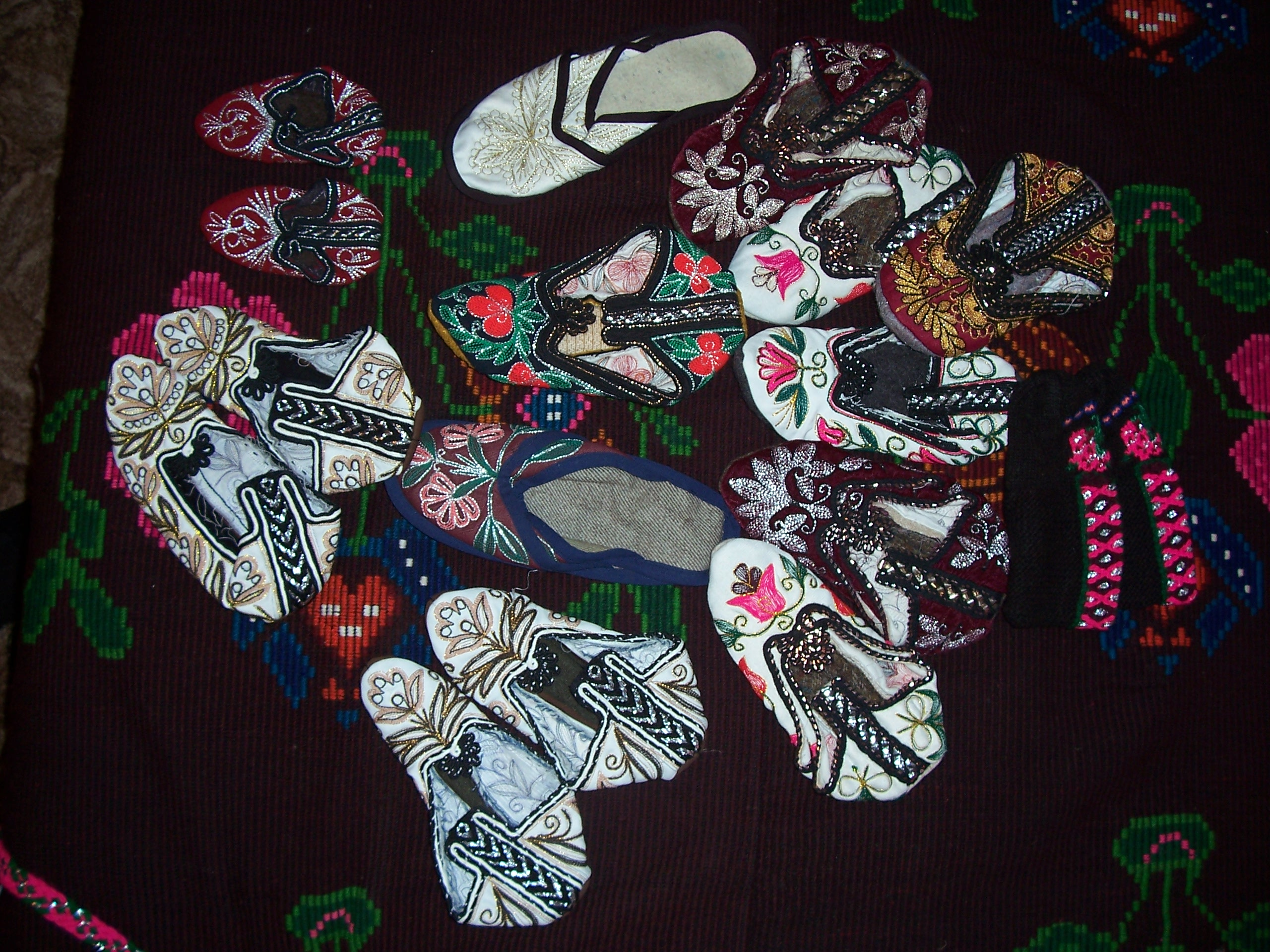
Kapcie z Crynczy

Cryncza słynie z szytych kapci, ręcznie tkanych koszy i dywanów. W pobliżu wsi znajduje się formacja skalna zwana Skaleto, która była sanktuarium w późnej epoce brązu i epoce żelaza.